# Frank Stutzke
Frank Stutzke (* 21. April 1964 in Köln) ist ein ehemaliger deutscher Volleyballspieler.
In den 1980er Jahren war Frank Stutzke Volleyballspieler beim Bundesligisten Bayer Leverkusen, mit dem er 1988 Deutscher Pokalsieger und 1989 und 1990 Deutscher Meister wurde. Frank Stutzke war einer der besten Annahme- und Abwehrspieler der Bundesliga. 1991 wechselte er für zwei Jahre nach Montpellier in die französische Liga. 1993 kehrte er in die Bundesliga zurück und spielte für den VfB Friedrichshafen, mit dem er dreimal deutscher Vizemeister wurde. 1997/98 beendete Frank Stutzke seine Karriere in der Schweiz bei Volley Amriswil.
Frank Stutzke war 200-facher deutscher Nationalspieler. Bei der Europameisterschaft 1991 in Deutschland war er der beste Annahmespieler des Turniers.